# プブリウス・コルネリウス・レントゥルス・カウディヌス
プブリウス・コルネリウス・レントゥルス・カウディヌス（Publius Cornelius Lentulus Caudinus）は共和政ローマのパトリキ（貴族）出身の政治家・軍人。紀元前236年に執政官（コンスル）を務めた。ガリアとリグリアに対する軍事活動を行い、リグリアに対する勝利を記念して凱旋式を実施している。

## 経歴
カウディヌスはコルネリウス氏族のレントゥルス家の出身である。レントゥルスのコグノーメン（第三名、個人名）を持つ人物で最初に執政官に就任したのは、紀元前327年のルキウス・コルネリウス・レントゥルスであるが、他のコルネリウス氏族との関係は明確ではない（コルネリウス・コッスス家から分かれた可能性がある）。カウディヌスはこのルキウス・コルネリウス・レントゥルスの子孫ではないが、紀元前275年の執政官で、マニウス・クリウス・デンタトゥスと共にピュロス戦争を戦ったルキウス・コルネリウス・レントゥルス・カウディヌスの子供である。祖父のプラエノーメン（第一名、個人名）はティベリウスであった。紀元前237年の執政官ルキウス・コルネリウス・レントゥルス・カウディヌスは兄弟である。アグノーメン（第4名、添え名）であるカウディヌスは、紀元前275年の執政官であるルキウスが、カウディウムを占領したことに起因すると思われる。
カウディヌスに関する記録は、紀元前236年の執政官時代に関するもののみである。同僚執政官はプレブス（平民）のガイウス・リキニウス・ウァルスであった。両執政官は北方、アドリア海に面するアリミヌム（現在のリミニ）に向かった。ガリア・トランサルピナ（アルプスの北側）のガリア人が南下し、ガリア・キサルピナ（アルプスの南側）のガリア人と同盟して国境を脅かしたためである。ガリア軍は数的に優っており、カウディヌスとウァルスはしばらくの間戦闘を開始しなかった。やがてガリア軍内部で内紛が勃発したが、本格的な内戦となり、ガリアの王の内二人が戦死した。結果としてローマに対する脅威は無くなった。これを知り、両執政官ともにアリミヌムを離れ、ウァルスはコルシカに向かい、カウディヌスはリグリアに向かった。カウディヌスはそこで現地部族の反乱を鎮圧し、ローマに戻って凱旋式を実施している（エウトロピウスはこの凱旋式を1年間違って紀元前237年としている）
クイリナリスの丘のクゥイリーヌス神殿の碑文には、"P. Corn[elios] L. f. coso[l] proba[vit] Mar[te sacrom]"（執政官 P.コルネリウス L. f. がマルスに捧げた）と読める碑文がある。理論的には、同時代のコルネリウス氏族の他の執政官のものである可能性もあるが、一般にはカウディヌスのリグリアでの勝利を感謝して奉納されたものと考えられている。
第二次ポエニ戦争において、カウディヌスのアグノーメンを持つ二人の人物が登場する。一人は紀元前203年の法務官（プラエトル）であるプブリウス・コルネリウス・レントゥルス・カウディヌス、もう一人は紀元前209年の按察官（アエディリス）であるルキウス・コルネリウス・レントゥルス・カウディヌスである。おそらくはこの二人はカウディウスの息子である。また、この二人は同一人物との仮説もある。

## 参考資料

### 古代の資料
- エウトロピウス『首都創建以来の略史』
- ヨハネス・ゾナラス『歴史概要』
- カピトリヌスのファスティ

### 研究書
- Broughton R. Magistrates of the Roman Republic. - New York, 1951. - Vol. I. - 600 p.
- Münzer F.  Cornelii Lentuli // Paulys Realencyclopädie der classischen Altertumswissenschaft . - 1900. - T. VII . - P. 1355-1357 .
- Münzer F.  Cornelius 213 // Paulys Realencyclopädie der classischen Altertumswissenschaft . - 1900. - T. VII . - P. 1378-1379 .
- Münzer F.  Cornelius 214 // Paulys Realencyclopädie der classischen Altertumswissenschaft . - 1900. - T. VII . - P. 1379-1380 .